# Can Rull (Falset)
Can Rull és una obra gòtica de Falset (Priorat) protegida com a Bé Cultural d'Interès Local.

## Descripció
Edifici bastit de carreu i maçoneria arrebossada i pintada, de planta baixa, entressol i pis. La coberta és de teula a una sola vessant. La façana presenta interessants elements gòtics entre els quals cal destacar una porta dovellada amb arc apuntat i un finestral trilobulat a la planta noble.

## Història
La construcció, datada per diversos autors al segle xv, és una mostra del moment d'esplendor de Falset en l'edat mitjana moment en què acollia la cort del comtes de Prades. L'edifici constitueix un element atípic en el context local que s'ha usat com a edifici auxiliar.